# LibreOffice Impress
LibreOffice Impress es el programa de presentación del paquete de oficina LibreOffice, semejante a Microsoft Power Point, desarrollado por The Document Foundation como una bifurcación de OpenOffice.org Impress. Es un programa de presentación similar a PowerPoint y a Corel Presentations de Corel.
Al igual que todo el paquete LibreOffice, Impress es un programa libre, disponible en virtud de la Licencia Pública de Mozilla, que puede utilizarse en múltiples plataformas, incluidas Linux, FreeBSD, macOS y Microsoft Windows.

## Funcionalidades
Algunas de las prestaciones de Impress incluyen:
- Permite crear diapositivas que pueden incluir diagramas, objetos de dibujo, texto, multimedia y muchos otros elementos.
- Permite hacer transiciones entre diapositivas, animaciones de los elementos de una diapositiva, y efectos multimedia.
- Muchas de las herramientas para crear gráficos vectoriales en LibreOffice Draw se encuentran también en Impress.
- Uso de plantillas.
- Puede importar, modificar y exportar presentaciones de Microsoft Powerpoint.
- Exportar la presentación a PDF y SWF.